# Sneeuwschimmel
De sneeuwschimmel is een parasitaire schimmel, die tot de familie Amphisphaeriaceae gerekend wordt. De (ongeslachtelijke fase) wordt Fusarium nivale genoemd en de geslachtelijke fase Monographella nivalis var. nivalis (synoniem: Microdochium nivale). 

## Kenmerken
Hij kan het hele jaar door waardplanten aantasten. Waardplanten zijn gewone tarwe, rogge, haver, triticale, straatgras, Engels raaigras en struisgrassen in gazons en golfbanen.
De optimale temperatuur voor de schimmel is 0 tot 8°C, maar hij kan groeien bij 0 tot 16°C. Hij is dus niet gerelateerd aan het weerverschijnsel sneeuw, maar lijkt erop door zijn witte kleur en de ondergrond waarop hij groeit. 

## Gazons
De schimmel vormt een witroze mycelium op geïnfecteerde bladeren, die vervolgens necrotisch worden. Onder langdurige koele en natte omstandigheden kan het witroze mycelium worden waargenomen langs de randen van de zieke plekken. Tijdens de winter en in de lente ontstaan, ronde, 10-20 cm grote plekken. Op lang gemaaid gras ontbreekt vaak een cirkelvormig patroon..
In de zomer komt de sneeuwschimmel in de zode en de grond voor als een haploid mycelium of sporen. In de herfst bij koel, nat weer worden de bladeren geïnfecteerd en ontstaan er conidiën op conidioforen. Deze  conidia infecteren op hun beurt de bladscheden en -bladeren vlak bij de grond. Wind- en oppervlaktewater helpen bij de verdere verspreiding van deze schimmel. De schimmel kan zich vervolgens over de hele plant verspreiden bij sneeuw op niet bevroren grond.

## Granen
De sneeuwschimmel kan bij granen het afsterven van zaailingen veroorzaken. In leven blijvende, maar aangetaste zaailingen kunnen een bruine vlek aan de wortelbasis krijgen, die uiteindelijk voet- en wortelrot kan veroorzaken. Voetrot geeft een donkerbruine verkleuring van de onderste knopen en aan de stengelbasis kunnen lange donkere strepen ontstaan. Het afsterven van zaailingen kan ontstaan door infectie uit aangetast zaaizaad, aangetaste gewasresten of door in de grond aanwezige conidiën. Aantasting door de sneeuwschimmel komt vooral voor onder koele, natte omstandigheden. Later vindt aantasting van de stengel plaats tussen het vlagblad en de aar, waardoor de hele aar uiteindelijk afsterft.